# Pachydrus ritsemae
Pachydrus ritsemae är en skalbaggsart som beskrevs av Régimbart 1883. Pachydrus ritsemae ingår i släktet Pachydrus och familjen dykare. Inga underarter finns listade i Catalogue of Life.